# Александър Цветков (офицер)
Вижте пояснителната страница за други личности с името Александър Цветков.
Александър Цветков Цветков е български офицер, генерал-майор.

## Биография
Роден е на 26 януари 1869 г. в Клисура. Започва военна служба от 21 септември 1888 г. Завършва военното училище в София през 1891 г. Служи в шести пехотен търновски полк. От 1898 до 1901 г. учи в Николаевската генералщабна академия в Санкт-Петербург, Русия. От 1909 г. е началник на оперативната секция в Щаба на армията. По време на Балканските войни е началник на оперативното отделение в щаба на армията. От 1915 г. е началник-щаб на втора пехотна тракийска дивизия. В периода 10 юни 1915-10 септември 1915 е командир на девети пехотен пловдивски полк. По време на Първата световна война е командир на първа бригада от втора пехотна тракийска дивизия. След това е началник-щаб на първа армия. През 1917 г. става помощник-началник на окупационните войски в Моравската военноинспекционна област.

## Военни звания
- Подпоручик (2 август 1891)
- Поручик (2 август 1894)
- Капитан (15 ноември 1900)
- Майор (19 септември 1906)
- Подполковник (22 септември 1910)
- Полковник (1 ноември 1913)
- Генерал-майор (15 август 1917)

## Награди
- орден „За храброст“ III ст. 2 кл. и IV ст. 2 кл.;
- орден „Св. Александър“ IV ст. с мечове по средата;
- орден „За заслуга“ на обикновена лента.